# Josep Deu i Mata
Josep Deu i Mata   (Barcelona, 30 de maig de 1846 - Barcelona, 29 de febrer de 1916) fou un industrial i filantrop català.

## Biografia
Els seus pares eren Josep Deu i Estacó o Tarascó, taberner d'ofici natural de Sant Feliu de Llobregat i Maria Mata i Sangés natural de Barcelona, que es van casar el 6 de setembre del 1842 a la parròquia de Sant Miquel de Barcelona. Maria era filla del taverner Francesc Mata i de Mariana Sangés, i no se sap fins a quin punt pot haver influït el seu sogre en la futura vocació i dedicació d'en Josep per a l'elaboració de licors. La família va viure al carrer dels Còdols, 8, fins que s'establiren al carrer Rosés (Solà), 23, del poble veí de les Corts.
El 1874, Josep Deu pare i fill van fundar la societat Josep Deu i Cia, especialitzada en la destil·lació i comercialització de vins i licors anisats. Per a la construcció i el posterior desenvolupament del seu negoci, els Deu adquiriren diversos solars de la urbanització Closes, coneguda també com les Corts Noves. Josep Deu i Mata dirigí el pròsper negoci dedicat al negoci de vins i licors, i exportà a l'Argentina i Uruguai l'anís amb el nom de Carabanchel. L'expansió de l'empresa va permetre monopolitzar l'exportació a aquests països i això donà una gran activitat laboral a les Corts. A l'empresa hi treballaren molts cortsencs i va arribar a l'apogeu al començament del segle xx. A la seva mort, el negoci va ser continuar pel seu fill Josep Deu i Majó, que morí l'any 1924. Aleshores, el negoci va quedar en mans del seu oncle, Vicens Deu i Mata, que va morir l'any 1929. Un any després, els seus fills liquidaren la societat.
Pel que fa a la seva vida familiar, Josep Deu i Mata es va casar el 15 d'abril del 1878 amb la seva cosina Magdalena Majó i Deu, a la parròquia de la Mare de Déu del Remei de les Corts. En ser parents de segon grau, van haver d'obtenir una dispensa papal, concedida per Lleó XIII, per tal de poder celebrar aquest esposori. D'aquest matrimoni, en nasqueren quatre fills: Josep, Magdalena, Mercè i Assumpció.
Com a industrial i prohom de les Corts i de Barcelona va pertànyer, entre altres entitats, a l'Institut Agrícola Català de Sant Isidre, el Foment del Treball, la Societat Econòmica Barcelonesa d'Amics del País, la Cambra de Comerç i Indústria de Barcelona i l'associació Amigos de los Pobres de las Corts, des de la seva fundació. Va morir el 29 de febrer de 1916 a la seva casa de la plaça de la Concòrdia, 13 (Can Deu).
Al districte de les Corts hi ha un carrer dedicat a Josep Deu i Mata. Originalment anomenada San Francisco, a partir de principis del segle xx, va tenir diverses denominacions: Castellbó, Saldoni, Gelabert del Coscoll o Aguiluchos. L'actual nom data de 1942.